# Bjarnarfjörður
Bjarnarfjörður – fiord w północno-zachodniej Islandii, we wschodniej części półwyspu tworzącego region Fiordów Zachodnich, na północ od fiordu Steingrímsfjörður. Stanowi boczne odgałęzienie w zachodniej części zatoki Húnaflói. Przy wejściu fiord ma szerokość około 5 km. Wcina się w ląd również na około 5 km. Na wodach zatoki znajduje się kilka niewielkich wysp. Brzegi fiordu nie są zamieszkałe. Pod względem administracyjnym należy do gminy Kaldrananeshreppur